# Молдова на Дитячому пісенному конкурсі Євробачення
Дебют Молдови на Дитячому пісенному конкурсі Євробачення відбувся у 2010 році, коли Стефан Роскован виконав пісню «Ali Baba» (Алі Баба), з якою посів 8 місце. Після цього країна брала участь у Дитячому Євробаченні ще три рази: у 2011, 2012, 2013 роках. Найкращий результат Молдові принесла Леріка у 2011 році з піснею «No, No» (Ні, ні), яка здобула 6 місце з 78 балами. Співачка також представляла Росію на Дитячому пісенному Євробачення 2012 року. Після відмови від участі у 2014 році Молдова більше не поверталася до конкурсу.

## Учасники
Умовні позначення
     Переможець
     Друге місце
     Третє місце
     Четверте місце
     П'яте місце
     Останнє місце
| Рік  | Місце проведення | Учасник         | Пісня                     | Місце | Бали |
| ---- | ---------------- | --------------- | ------------------------- | ----- | ---- |
| 2010 | Мінськ           | Стефан Роскован | «Ali Baba» (Алі Баба)     | 8     | 54   |
| 2011 | Єреван           | Леріка          | «No, No» (Ні, ні)         | 6     | 78   |
| 2012 | Амстердам        | Денис Мідоне    | «Toate Vor Fi» (Все буде) | 10    | 52   |
| 2013 | Київ             | Рафаель Бобейка | «Cum să fim» (Як бути)    | 11    | 41   |

## Історія голосування (2010-2013)
| №  | Дано               | Дано | Отримано           | Отримано |
| №  | Країна             | Очок | Країна             | Очок     |
| -- | ------------------ | ---- | ------------------ | -------- |
| 1  | Білорусь           | 30   | Білорусь           | 18       |
| 2  | Грузія             | 29   | Вірменія           | 17       |
| 3  | Вірменія           | 24   | Грузія             | 16       |
| 4  | Росія              | 22   | Росія              | 14       |
| 5  | Україна            | 20   | Україна            | 14       |
| 6  | Мальта             | 16   | Мальта             | 14       |
| 7  | Нідерланди         | 16   | Бельгія            | 14       |
| 8  | Швеція             | 16   | Азербайджан        | 13       |
| 9  | Сербія             | 12   | Швеція             | 11       |
| 10 | Латвія             | 10   | Болгарія           | 10       |
| 11 | Бельгія            | 9    | Північна Македонія | 9        |
| 12 | Литва              | 8    | Латвія             | 6        |
| 13 | Північна Македонія | 6    | Ізраїль            | 5        |
| 14 | Болгарія           | 4    | Нідерланди         | 5        |
| 15 | Албанія            | 4    | Албанія            | 4        |
| 16 | Азербайджан        | 3    | Литва              | 3        |
| 17 | Сан-Марино         | 2    | Сан-Марино         | 3        |
| 18 | Ізраїль            | 1    | Сербія             | 1        |